# فریتس شلر
فریتس شلر (انگلیسی: Fritz Scheller; ۲۲ سپتامبر ۱۹۱۴ – ۲۲ ژوئیهٔ ۱۹۹۷) دوچرخه‌سوار اهل آلمان بود.